# Joseph Alfred Lamy

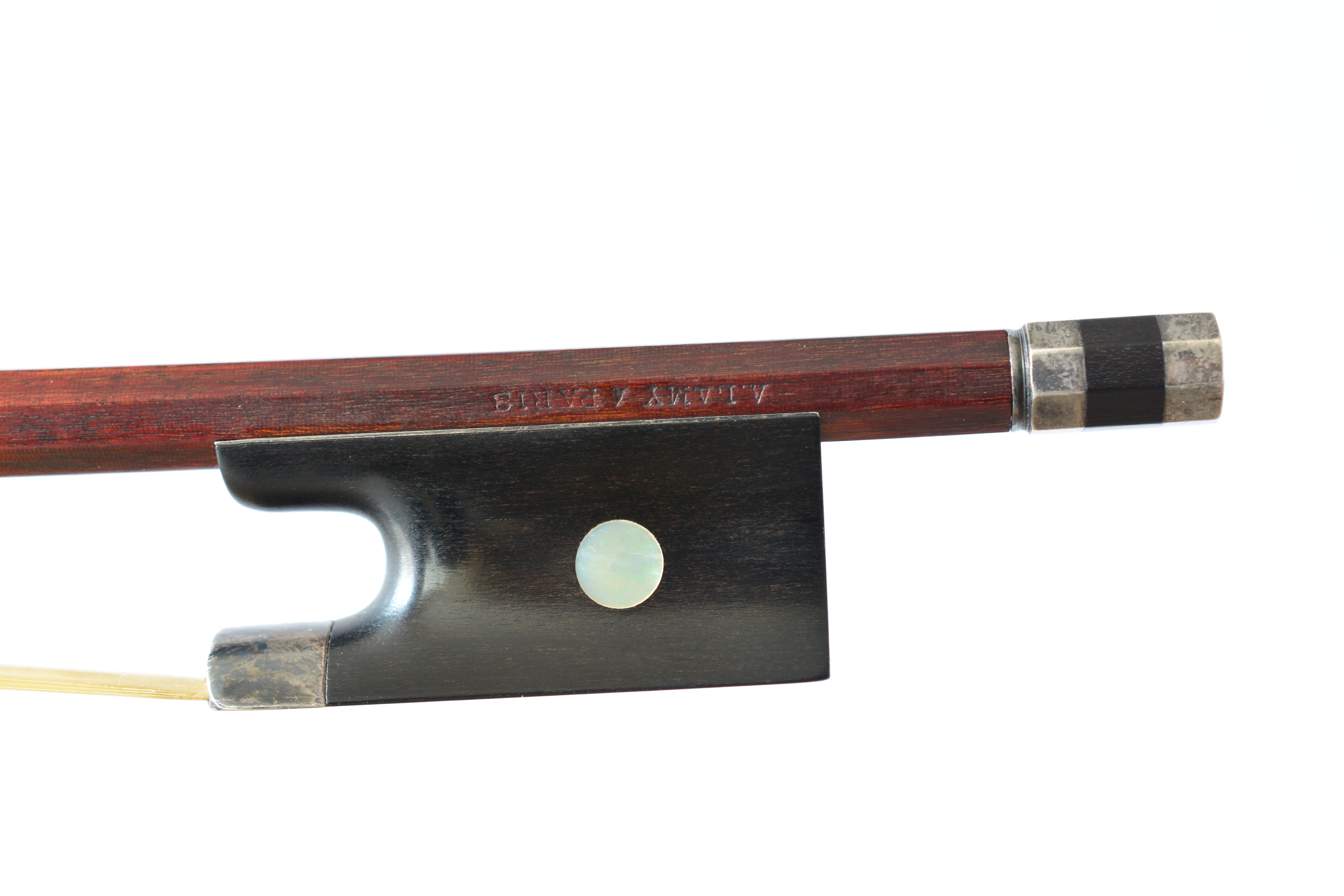
Violinbogen von Joseph Alfred Lamy mit Signatur über dem Frosch

Joseph Alfred Lamy (genannt Lamy père; * 1850 in Mirecourt; † 1919 in Paris) war ein bedeutender französischer Bogenmacher.

## Leben
Joseph Alfred Lamy wurde in Mirecourt geboren, einem wichtigen Zentrum des französischen Geigenbaus. 1862 begann er seine Lehre bei Charles Claude Nicolas Husson und arbeitete ab 1868 für den Musikinstrumentenhersteller Gautrot in Château-Thierry. Von 1876 bis 1885 war er Assistent des wichtigen Bogenmachers François Nicolas Voirin in Paris. Nach dem Tod Voirins begann Lamy seine Laufbahn als selbständiger Bogenmacher-Meister und eröffnete seine Werkstatt in der Pariser Rue du Faubourg Poissonière 34. Seine Bögen tragen den Stempel „A. LAMY A PARIS“.
Joseph Alfred Lamy gilt als wichtige Schlüsselfigur des Streichbogenbaus und Exponent der französischen Bogenbau-Tradition von François Tourte (1747–1835) und Jean-Baptiste Vuillaume (1798–1875). 1889 wurde er bei Ausstellungen in Paris mit Silber- und Goldmedaillen ausgezeichnet. Wie Voirin war Lamy vor allem von Vuillaume beeinflusst, dessen Bogenmodell er zunächst nachbaute. In den 1890er Jahren löste er sich von Vuillaumes Vorbild und baute schwerere Bögen, wie die meisten anderen bedeutenden französischen Bogenmacher dieser Zeit.
1919, nach Lamys Tod, übernahm sein Sohn Hippolyte Camille Lamy (1876–1944), genannt Lamy fils, die väterliche Werkstatt. Zu den wichtigsten Schülern Lamy péres gehört Eugène Sartory (1871–1946).